# Ntarama (Sektor)
Ntarama (Kinyarwanda Umurenge wa Ntarama) ist einer von 15 Sektoren im Distrikt Bugesera in der Ostprovinz von Ruanda.

## Geographie
Ntarama hat eine Fläche von 63,9 km² und liegt auf einer Höhe von etwa 1420 m. Der Sektor unterteilt sich in die drei Zellen Cyugaro, Kanzenze und Kibungo. Die Nordgrenze bildet der Fluss Nyabarongo, die Westgrenze der Nebenfluss Akanyaru und die Ostgrenze der weitere Nebenfluss Mwesa. Nachbarsektoren von Ntarama sind im Norden Mageragere, im Nordosten Gahanga, im Osten Mwogo, im Südosten Nyamata, im Südwesten Musenyi, im Westen Mugina.
Der jährliche Gesamtniederschlag liegt zwischen 950 und 1100 mm. Entlang des Akanyaru und Nyabarongo befinden sich Sumpfgebiete, die jeweils Teil einer von BirdLife International gelisteten Important Bird Area ist. Die Nyabarongo-Feuchtgebiete (Nyabarongo wetlands) werden als gefährdet eingestuft. In diesen wachsen Schneiden, Rohrkolben sowie Zypergräserarten wie Cyperus latifolius und Echter Papyrus (Cyperus papyrus). Vorkommende Vogelarten sind unter anderem der gefährdete Dickschnabelreiher und die potentiell gefährdete Steppenweihe.

## Bevölkerung
Nach der Volkszählung von 2022 betrug die Einwohnerzahl 45.530 Einwohner. Zehn Jahre zuvor waren es 17.978, was einem jährlichen Bevölkerungszuwachs von 9,7 Prozent zwischen 2012 und 2022 entspricht.

## Kultur
Im Sektor befindet sich das Ntarama Genocide Memorial Centre, eine Gedenkstätte des Völkermords an den Tutsi 1994.

## Verkehr
Durch den Sektor verläuft etwa in Nord-Süd-Richtung die asphaltierte Nationalstraße 5. Von dieser gehen zwei District Roads ab.